# Aleksandrovac (Babušnica)
Aleksandrovac egy falu Szerbiában, a Piroti körzetben, a Babušnicai községben.

## Népesség
- 1948-ban 173 lakosa volt.
- 1953-ban 192 lakosa volt.
- 1961-ben 190 lakosa volt.
- 1971-ben 153 lakosa volt.
- 1981-ben 124 lakosa volt.
- 1991-ben 104 lakosa volt
- 2002-ben 71 lakosa volt, akik mindannyian szerbek.